# Ricuzenius
Ricuzenius – rodzaj ryb skorpenokształtnych z rodziny głowaczowatych. 

## Klasyfikacja
Gatunki zaliczane do tego rodzaju:
- Ricuzenius nudithorax
- Ricuzenius pinetorum